# Roger Conti
Pour les articles homonymes, voir Conti.
Roger Conti, né Justin Gaston Roger Compte le 8 février 1901 à Pardies (Pyrénées-Atlantiques) où il est mort le 14 juillet 1995, est un joueur français de billard français, spécialisé dans tous modes de jeu et inventeur du jeu moderne, car c'est grâce à lui que le billard connait sa forme technique actuelle.
Il avait pris conscience et transmis l’étude du mécanisme (la gestuelle, les différentes positions du corps suivant le point à exécuter), il a compris l’importance de la construction d’une série aux différents jeux de cadre (le 47/2, le 71/2, le 47/1).
Il avait abordé la conception en se basant sur des principes fondamentaux. La conception est la base de la construction d’une série aux différents jeux de cadre : « Le point joué n’est pas celui qui se présente, mais ceux qui le seront ».
Pour lui, « Le Billard, le vrai, le seul, pur alliage de sport et d’art, exigeant de l’adresse, de la mesure, une connaissance et une maîtrise de soi-même, une volonté farouche, un entraînement suivi de ses muscles et de son cerveau, l’amour du Beau dans l’exécution des points et le goût de l’Harmonie dans leur enchaînement ».

## Palmarès

### Championnat du monde
- Championnat du monde de billard carambole cadre 71/2 : 1933
- Championnat du monde de billard carambole à 3 bandes : 1938

### Championnat d'Europe
- Championnat d'Europe de billard carambole cadre 45/2 : 1924
- Championnat d'Europe de billard carambole cadre 71/2 : 1936

## Ouvrages
- La Tête et le bras
- Le billard cet inconnu[3]